# 林希妤
林希妤（1996年2月25日—），出生于广州，女子职业高尔夫球运动员。

## 生平
林希妤于8岁时开始练习高尔夫，2009年进入中国国家队。2010年的广州亚运会上，她与队友一同获得了女子团体银牌。
2011年，15岁的林希妤正式转为职业选手。2012年9月，她在女子中巡赛天津挑战赛上夺取了职业生涯的首个冠军。同年年底，她成为了欧巡赛的正式会员。她于2014年、2015年连续两年在欧巡赛三亚女子公开赛中夺魁。同时，她在2014年中巡赛中成为了奖金王，也是中巡赛历史上最年轻的奖金王。此外，她还于2014年起开始征战美巡赛。
在2016年里约奥运会的高尔夫球比赛中，林希妤在第三轮完成了一次一杆进洞的精彩表现，并成为了奥运会历史上首位达成一杆进洞的女子选手。
2024年6月26日，林希妤入選中國國家高爾夫球隊參加2024年巴黎奧運會的運動員名單。8月10日，獲得2024年巴黎奧運會高爾夫女子個人比杆季軍。